# Jaroslav Fidrmuc
Jaroslav Fidrmuc (* 26. dubna 1958 Hořice) je český politik a pedagog, v letech 1997 až 2014 ředitel tehdejšího Cyrilometodějského gymnázia a mateřské školy v Prostějově, od srpna 2014 do ledna 2016 a opět od července 2016 do prosince 2017 náměstek ministra školství, mládeže a tělovýchovy ČR, v letech 2012 až 2016 zastupitel Olomouckého kraje, v letech 1990 až 2014 zastupitel obce Krumsín na Prostějovsku, člen KDU-ČSL.

## Život
Narodil se v rodině vysokoškolského učitele. Po studiu na gymnáziu (maturoval v roce 1977) vystudoval Pedagogickou fakultu v Hradci Králové, obor matematika – fyzika pro základní a střední školy (promoval v roce 1982 a získal titul Mgr.).
Po roční základní vojenské službě nastoupil v roce 1983 jako učitel matematiky a fyziky na Základní školu v Plumlově, kde učil až do roku 1992. Od roku 1992 byl součástí týmu, který zakládal jedno z prvních církevních gymnázií v ČR – dnešní Cyrilometodějské gymnázium, základní škola a mateřská škola v Prostějově. Od roku 1994 působil ve funkci zástupce ředitele a v letech 1997 až 2014 ve funkci ředitele této školy.
Jaroslav Fidrmuc žije v obci Krumsín na Prostějovsku. Od roku 1982 je ženatý, s manželkou Naděždou mají pět dětí. Mezi jeho záliby patří cykloturistika, výtvarné umění a hudba.

## Politické působení
Od roku 2008 je členem KDU-ČSL a od roku 2009 předsedou její prostějovské místní organizace.
Poprvé byl zvolen zastupitelem obce Krumsín už v komunálních volbách v roce 1990. Mandát zastupitele obce pak obhájil ve volbách v letech 1994, 1998, 2002, 2006 a 2010. Ve volbách v roce 2014 se mu však již mandát obhájit nepodařilo.
V krajských volbách v roce 2004 kandidoval jako nestraník za KDU-ČSL do Zastupitelstva Olomouckého kraje, ale neuspěl. Nepodařilo se mu to ani ve volbách v roce 2008 již jako členovi strany. Krajským zastupitelem se tak stal až po volbách v roce 2012, kdy kandidoval jako člen KDU-ČSL za subjekt "Koalice pro Olomoucký kraj společně se starosty" (tj. KDU-ČSL a Zelení). Ve volbách v roce 2016 se mu za stejný subjekt nepodařilo mandát obhájit.
Ve volbách do Poslanecké sněmovny PČR v letech 2006, 2010, 2013 a 2017 neúspěšně kandidoval za KDU-ČSL v Olomouckém kraji. V říjnu 2017 rozeslal absolventům Cyrilometodějského gymnázia dopis, kde je požádal o podporu ve volbách. Pro možné zneužití osobních údajů však věc řešil Úřad pro ochranu osobních údajů.
V polovině srpna 2014 se stal náměstkem pro oblast vzdělávání ministra školství, mládeže a tělovýchovy ČR Marcela Chládka. Ve funkci pokračoval i za jeho nástupkyně Kateřiny Valachové, a to až do konce ledna 2016, kdy jej po výběrovém řízení, které se muselo uskutečnit kvůli služebnímu zákonu, vystřídal Václav Pícl. Na začátku července 2016 se stal na stejném ministerstvu politickým náměstkem. Pozici politických náměstků však po svém nástupu do úřadu v prosinci 2017 zrušil nový ministr Robert Plaga.
Ve volbách do Senátu PČR v roce 2018 kandidoval za KDU-ČSL v obvodu č. 62 – Prostějov. Se ziskem 12,30 % hlasů skončil na 4. místě.